# Popolasca
Popolasca est une commune française située dans la circonscription départementale de la Haute-Corse et le territoire de la collectivité de Corse. Elle appartient à l'ancienne piève de Giovellina.

## Géographie

### Situation

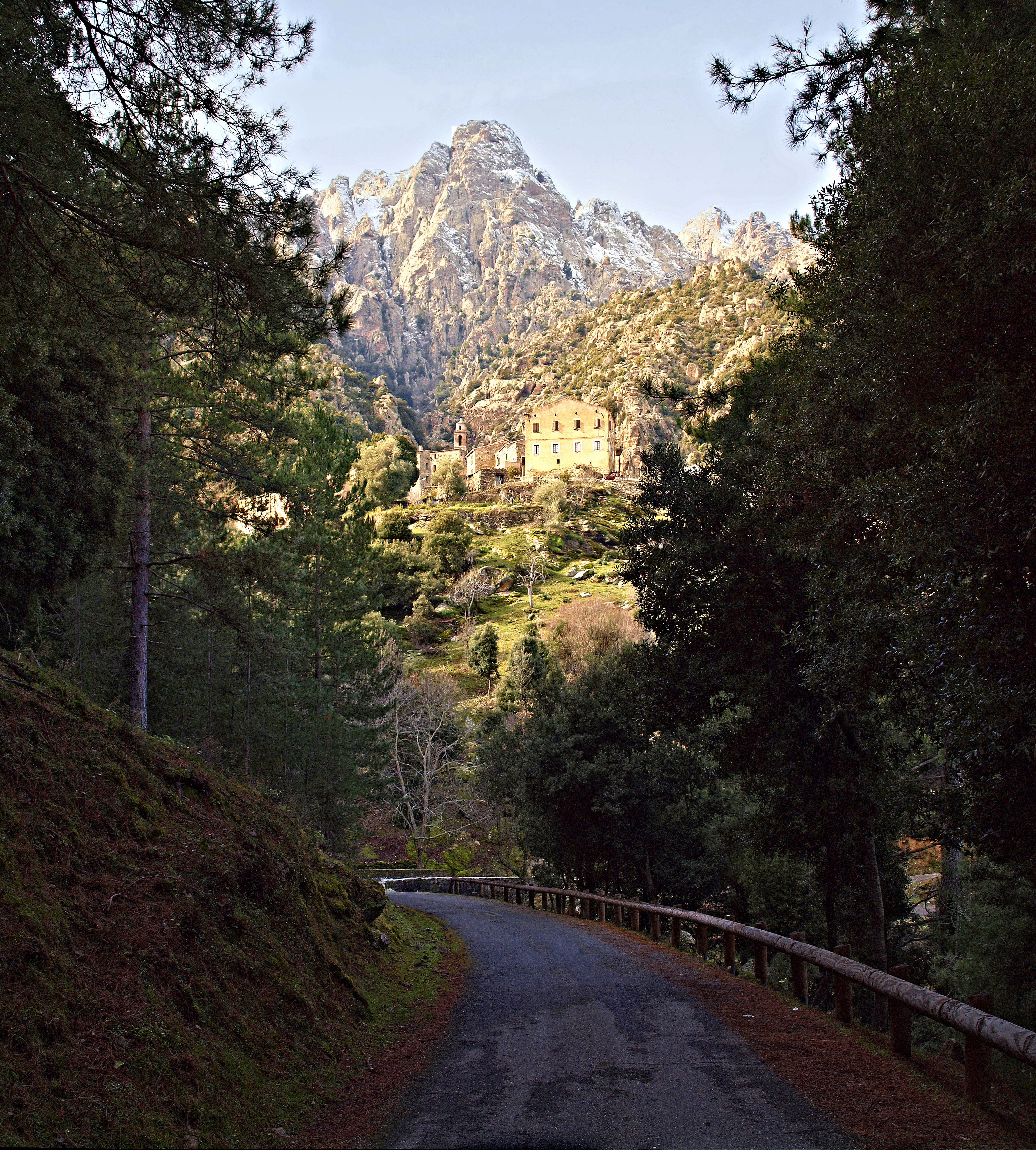
Le village.

Popolasca est une petite commune de la Giovellina, un des bassins versants du Golo composé des communes de Piedigriggio, Prato-di-Giovellina, Popolasca et Castiglione. Des quatre communes, seule Popolasca se trouve dans le parc naturel régional de Corse.
Le plus haut sommet de la commune est Punta Cavallare (1 736 m) à  l'extrémité nord des aiguilles de Popolasca, un massif de granit rouge aux sommets déchiquetés appréciés depuis la vallée du Golo, sur la commune de Popolasca.
Deux petits ruisseaux Mulinu et Padule, prennent naissance sur le territoire de la commune.
En dessous du village, le territoire est couvert d'une végétation composée d'arbres moyens, majoritairement de chênes verts. Au-dessus, les parois du massif sont quasiment nues.

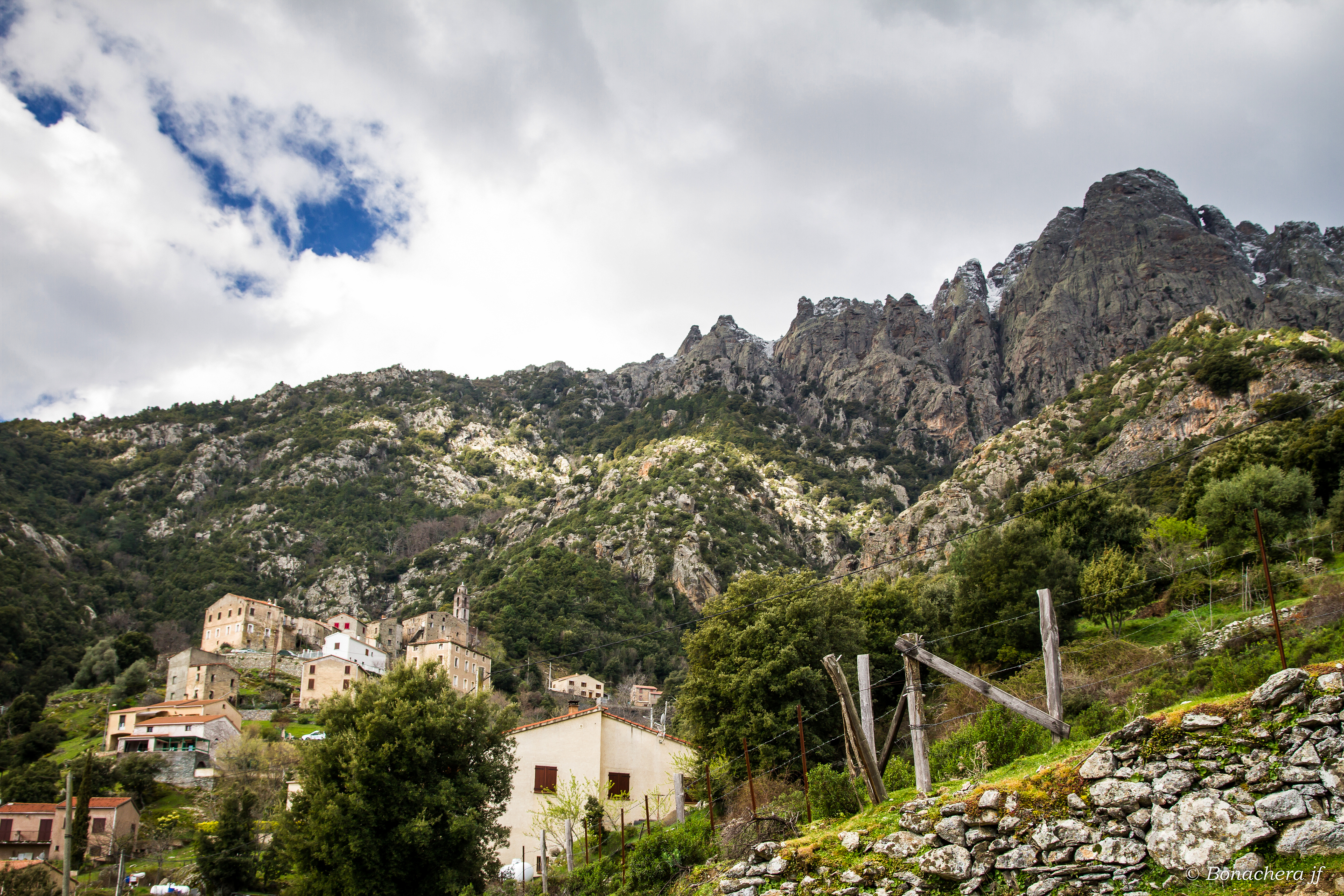
Le village.

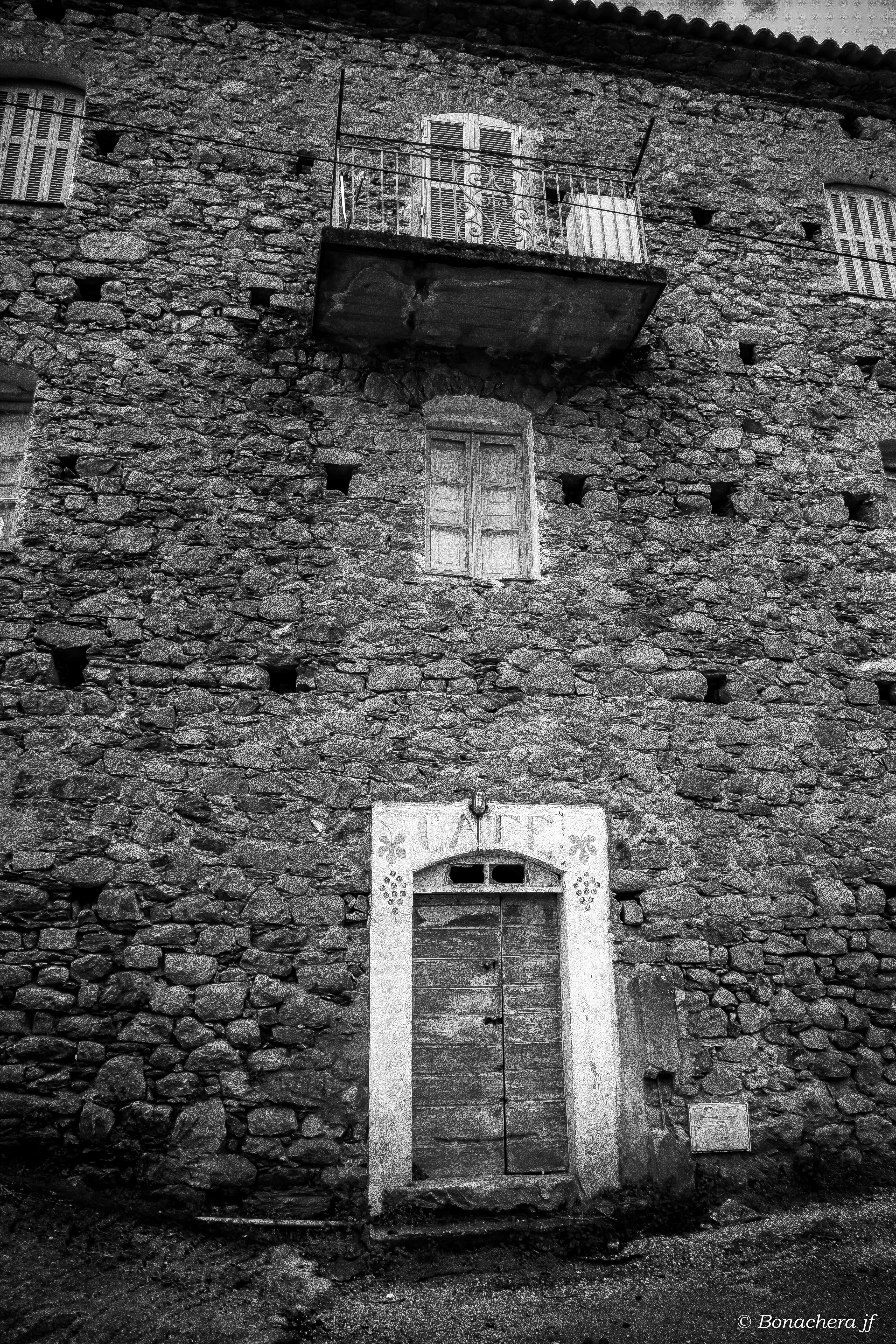
Dans les rues de Popolasca.

### Habitat
Popolasca est un village de montagne, bâti sur un éperon rocheux à une altitude moyenne de 700 mètres, dans le bas d'une vallée. Celle-ci est formée au nord par l'arête montagneuse de Ghineparo, à l'ouest par les aiguilles de Popolasca et au sud par la Serra di Tornatoio, une ligne de crêtes qui rejoint Pinzi à i Ghjuvelli (1 863 m - Castiglione) et qui délimite le territoire des deux communes. Dans le village en grande partie restauré, notamment son église, subsistent quelques maisons du bâti ancien en pierre, schiste et moellon.
Sa population s'élève à 36 habitants (2006). Elle se répartit entre le village et ses quartiers Valdo (Vallu) et Casa Nova.

### Accès
Le village est accessible par deux routes :
- la D 18 : depuis le lieu-dit Taverna sur la RN 193 à la sortie sud de l'agglomération de Ponte-Leccia (Morosaglia),ou depuis Corte en passant par Ponte-Castirla (Castirla).
- la D 84 depuis l'entrée nord de Francardo (Omessa) sur la RN 193 ou depuis le Niolo.

La gare la plus proche est la gare de Ponte-Leccia.

## Urbanisme

### Typologie
Au 1er janvier 2024, Popolasca est catégorisée commune rurale à habitat très dispersé, selon la nouvelle grille communale de densité à sept niveaux définie par l'Insee en 2022.
Elle est située hors unité urbaine. Par ailleurs la commune fait partie de l'aire d'attraction de Corte, dont elle est une commune de la couronne,. Cette aire, qui regroupe 34 communes, est catégorisée dans les aires de moins de 50 000 habitants,.

### Occupation des sols
L'occupation des sols de la commune, telle qu'elle ressort de la base de données européenne d’occupation biophysique des sols Corine Land Cover (CLC), est marquée par l'importance des forêts et milieux semi-naturels (97,3 % en 2018), une proportion identique à celle de 1990 (97,3 %). La répartition détaillée en 2018 est la suivante : 
forêts (40,8 %), milieux à végétation arbustive et/ou herbacée (38,4 %), espaces ouverts, sans ou avec peu de végétation (18,1 %), zones agricoles hétérogènes (2,8 %). L'évolution de l’occupation des sols de la commune et de ses infrastructures peut être observée sur les différentes représentations cartographiques du territoire : la carte de Cassini (XVIIIe siècle), la carte d'état-major (1820-1866) et les cartes ou photos aériennes de l'IGN pour la période actuelle (1950 à aujourd'hui).

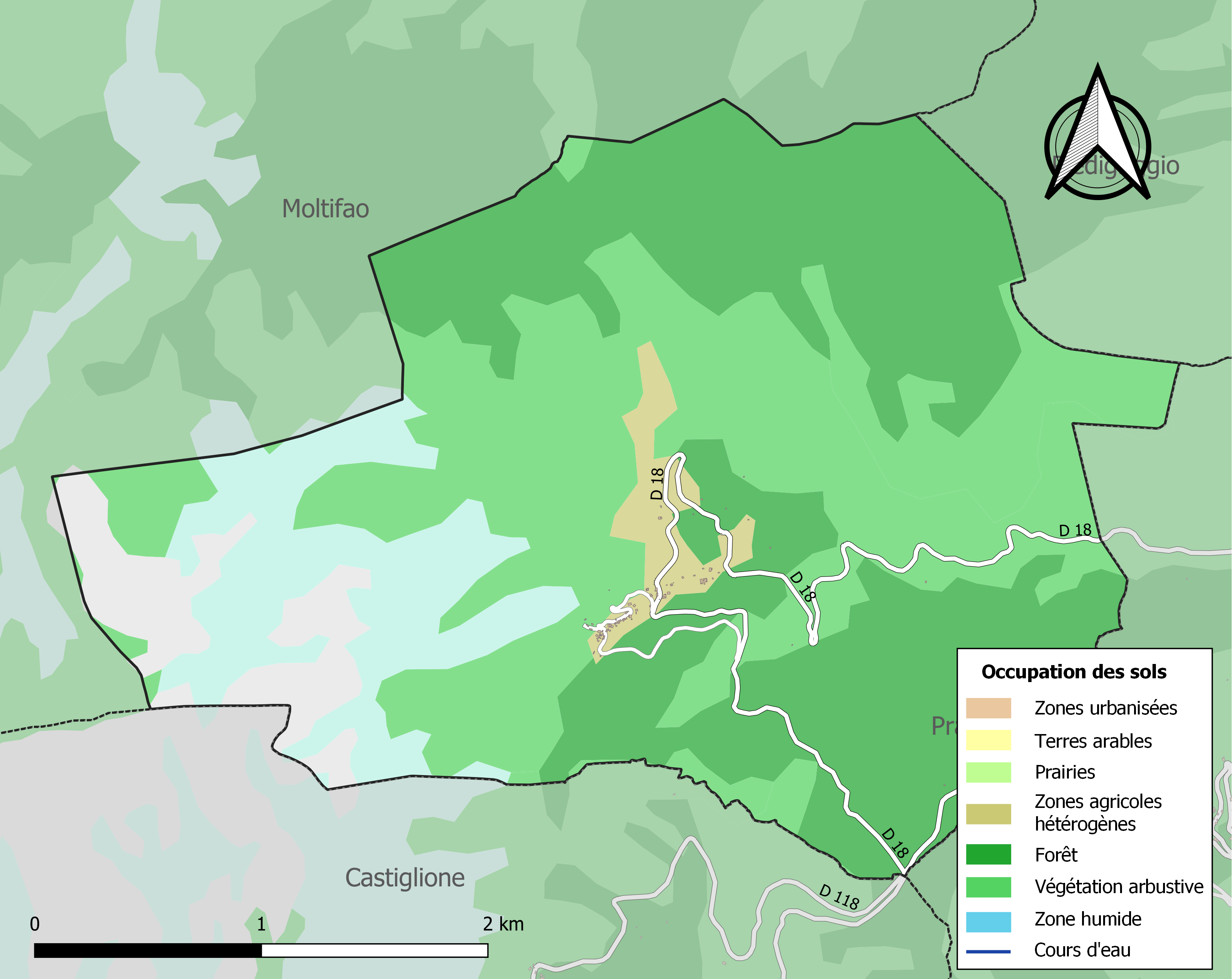
Carte des infrastructures et de l'occupation des sols de la commune en 2018 (CLC).

## Toponymie
Le nom corse de la commune est Upulasca /ubuˈlaska/. Ce toponyme est trouvable dans des textes médiévaux sous la forme a Lupulasca. Il semblait alors désigner les terres qui appartenaient à un propriétaire du nom de Lupu, nom médiéval aujourd'hui éteint.

## Histoire

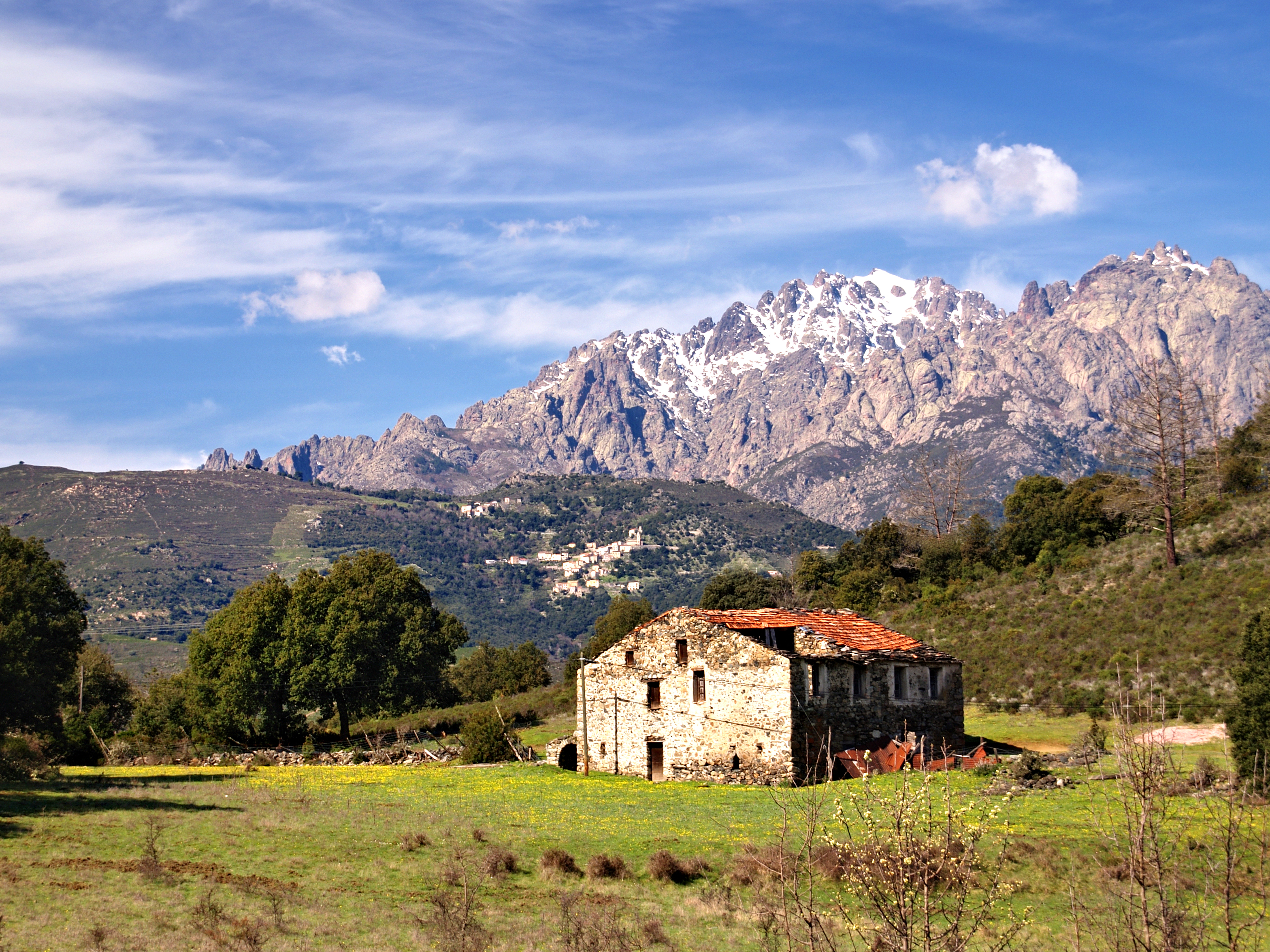
Vue des aiguilles de Popolasca depuis la vallée du Golo.

## Politique et administration
| Période                                  | Période  | Identité     | Étiquette | Qualité     |
| ---------------------------------------- | -------- | ------------ | --------- | ----------- |
| mars 2001                                | En cours | Lucien Costa | DVD       | Agriculteur |
| Les données manquantes sont à compléter. |          |              |           |             |

## Démographie
L'évolution du nombre d'habitants est connue à travers les recensements de la population effectués dans la commune depuis 1800. Pour les communes de moins de 10 000 habitants, une enquête de recensement portant sur toute la population est réalisée tous les cinq ans, les populations de référence des années intermédiaires étant quant à elles estimées par interpolation ou extrapolation. Pour la commune, le premier recensement exhaustif entrant dans le cadre du nouveau dispositif a été réalisé en 2008.

En 2022, la commune comptait 42 habitants, en évolution de −12,5 % par rapport à 2016 (Haute-Corse : +5,15 %, France hors Mayotte : +2,11 %).
| 1800 | 1806 | 1821 | 1831 | 1836 | 1841 | 1846 | 1851 | 1856 |
| ---- | ---- | ---- | ---- | ---- | ---- | ---- | ---- | ---- |
| 160  | 193  | 205  | 231  | 255  | 249  | 226  | 230  | 219  |

| 1861 | 1866 | 1872 | 1876 | 1881 | 1886 | 1891 | 1896 | 1901 |
| ---- | ---- | ---- | ---- | ---- | ---- | ---- | ---- | ---- |
| 210  | 198  | 156  | 153  | 158  | 146  | 141  | 150  | 155  |

| 1906 | 1911 | 1921 | 1926 | 1931 | 1936 | 1946 | 1954 | 1962 |
| ---- | ---- | ---- | ---- | ---- | ---- | ---- | ---- | ---- |
| 162  | 160  | 135  | 107  | 75   | 90   | 96   | 63   | 59   |

| 1968 | 1975 | 1982 | 1990 | 1999 | 2006 | 2008 | 2013 | 2018 |
| ---- | ---- | ---- | ---- | ---- | ---- | ---- | ---- | ---- |
| 59   | 43   | 39   | 31   | 36   | 46   | 49   | 50   | 42   |

| 2022 | - | - | - | - | - | - | - | - |
| ---- | - | - | - | - | - | - | - | - |
| 42   | - | - | - | - | - | - | - | - |

## Culture locale et patrimoine

### Lieux et monuments
- Monument aux morts.
- Les grottes.
- La fontaine située en haut du village, d'où on peut admirer à hauteur d'yeux l'intégralité de l'église Saint-Dominique.

#### Les aiguilles de Popolasca

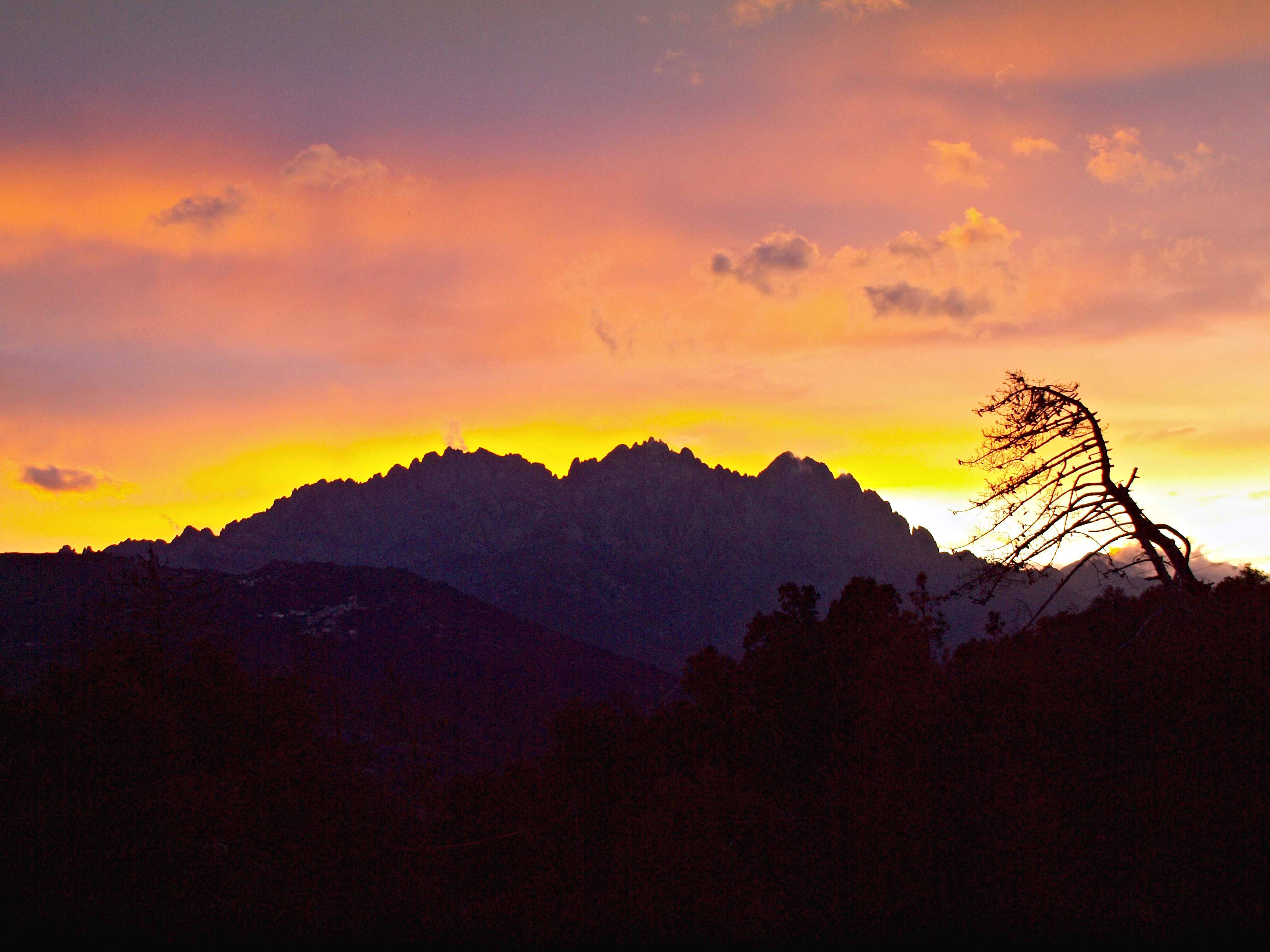
Les aiguilles de Popolasca au couchant.

Les aiguilles de Popolasca, « à cheval » sur les communes de Castiglione et de Popolasca, sont un massif remarquable moins notoirement connu que les aiguilles de Bavella, ce qui peut expliquer qu'il est injustement délaissé par les randonneurs.

#### Église paroissiale Saint-Dominique

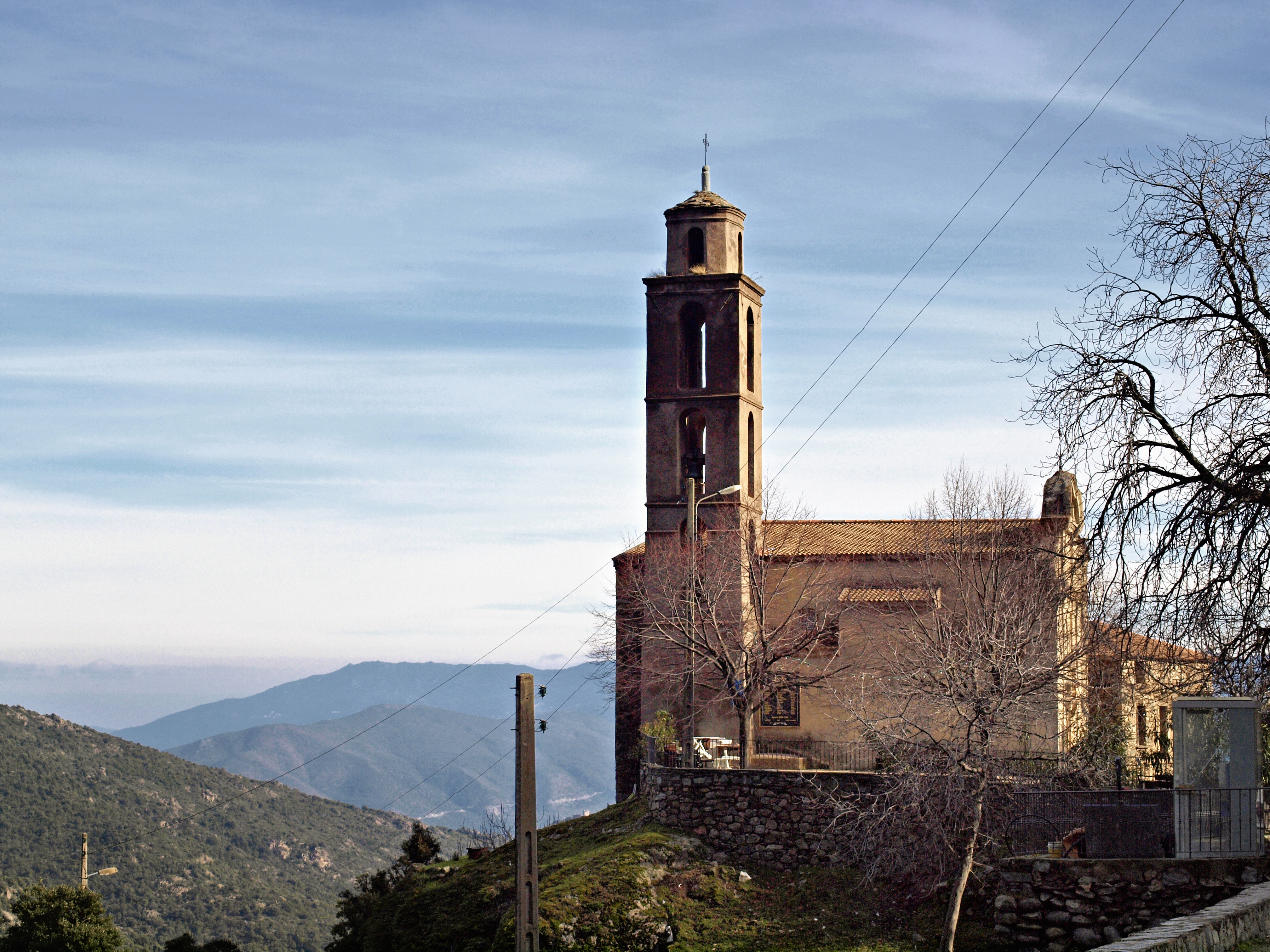
L'église Saint-Dominique.

L'église paroissiale Saint-Dominique, au haut clocher, (du XVIIe siècle ?) est d'architecture baroque. Sa façade principale est très peu décorée. Restaurée depuis quelque temps avec un enduit extérieur, elle est flanquée sur sa droite d'un vieux bâtiment en pierre abritant la mairie.
De l'autre côté est apposée une plaque commémorative aux morts glorieux de Popolasca (14 durant la Guerre de 1914 - 1918 et un durant celle de 1939 - 1945). L'intérieur comporte plusieurs statues dont celles de sainte Jeanne d'Arc, de saint Pancrace le saint patron, de saint Dominique et de saint Michel.

#### Chapelle Saint-Jean

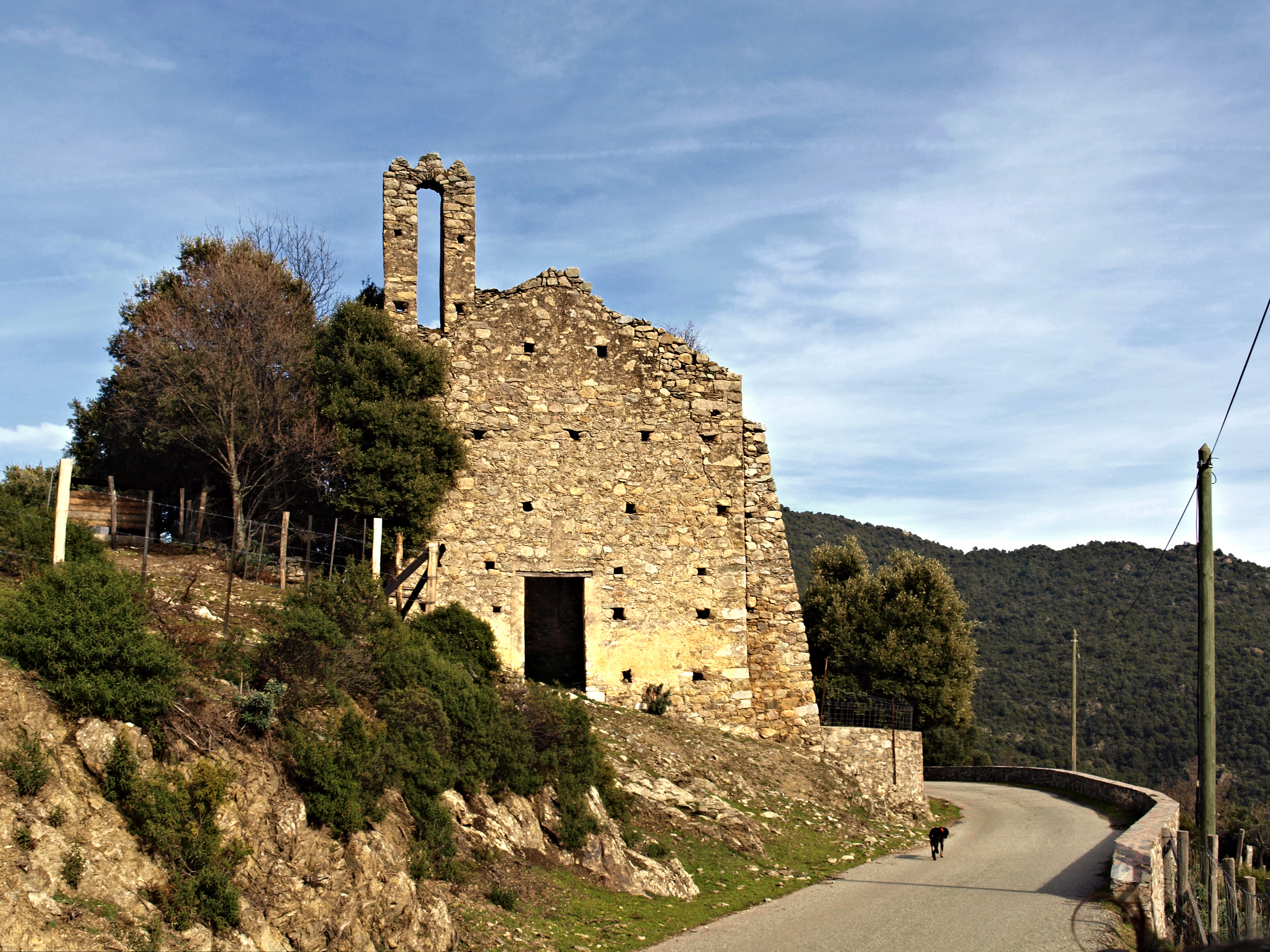
Ancienne église Saint-Jean.

La chapelle Saint-Jean, ruinée, est située au cimetière, à l'entrée nord du village (route D 18).

### Patrimoine naturel

#### Espaces protégés et gérés
Popolasca est une commune adhérente au parc naturel régional de Corse, dans son « territoire de vie » appelé Caccia-Ghjunsani.

#### ZNIEFF
La commune est concernée par deux Zones Naturelles d'Intérêt Ecologique Faunistique et Floristique (ZNIEFF) :
Massif des aiguilles de Popolasca, Rundinaia Vallon de Castiglione
Situé à moins de dix kilomètres au sud-ouest de Ponte Leccia, le massif aux roches rouges d'origine volcanique domine le sillon central emprunté par le Golo. Les crêtes dentelées, les aiguilles, les parois verticales et ravins encaissés abritent un couple de Gypaètes barbus, des aigles royaux et d'autres espèces de montagne.
Grotte de Pietralbella, tourbière Moltifao, chênaie verte
La zone d'une superficie de 1 724 ha concerne six communes : Canavaggia, Castifao, Moltifao, Morosaglia, Piedigriggio et Popolasca. Elle comporte trois parties :
- La chênaie verte de Piedigriggio : elle s'étend sur un petit massif montagneux, localisé à l'ouest de la dépression centrale, à la hauteur de Ponte Leccia ;
- La grotte de Pietralbella : c'est une cavité naturelle servant de gîte d'hibernation à plusieurs espèces de chiroptères ;
- La tourbière de Moltifao : elle se situe dans le sillon central séparant la Corse cristalline de la Corse alpine. Elle comprend une remarquable tourbière acide à sphaignes (Habitat "prioritaire" de l'Annexe I) et une importante aulnaie.

La zone fait l'objet de la fiche ZNIEFF 940004186 - Grotte de Pietralbella, tourbière Moltifao, chênaie verte.

## Galerie

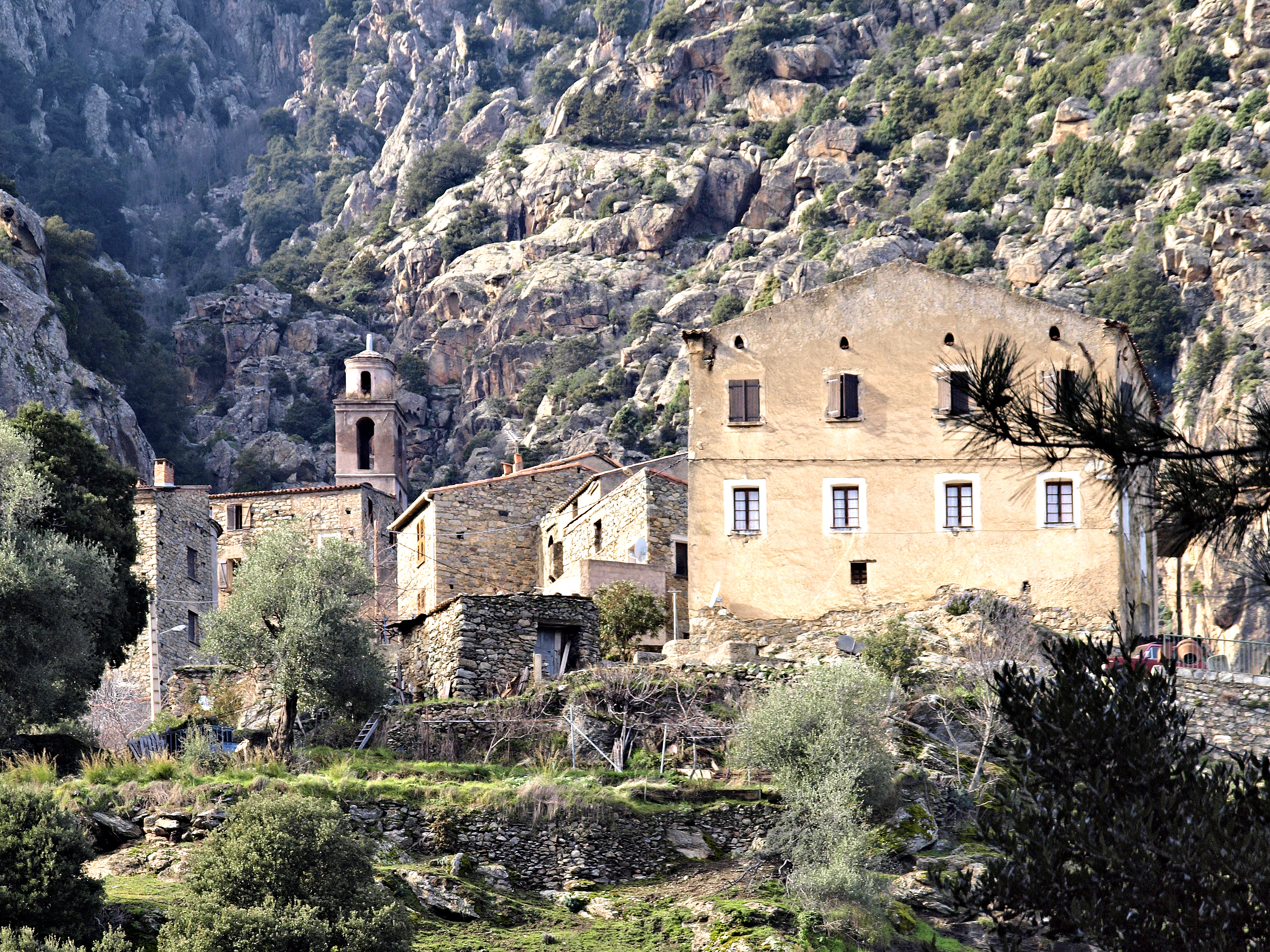
Le village.
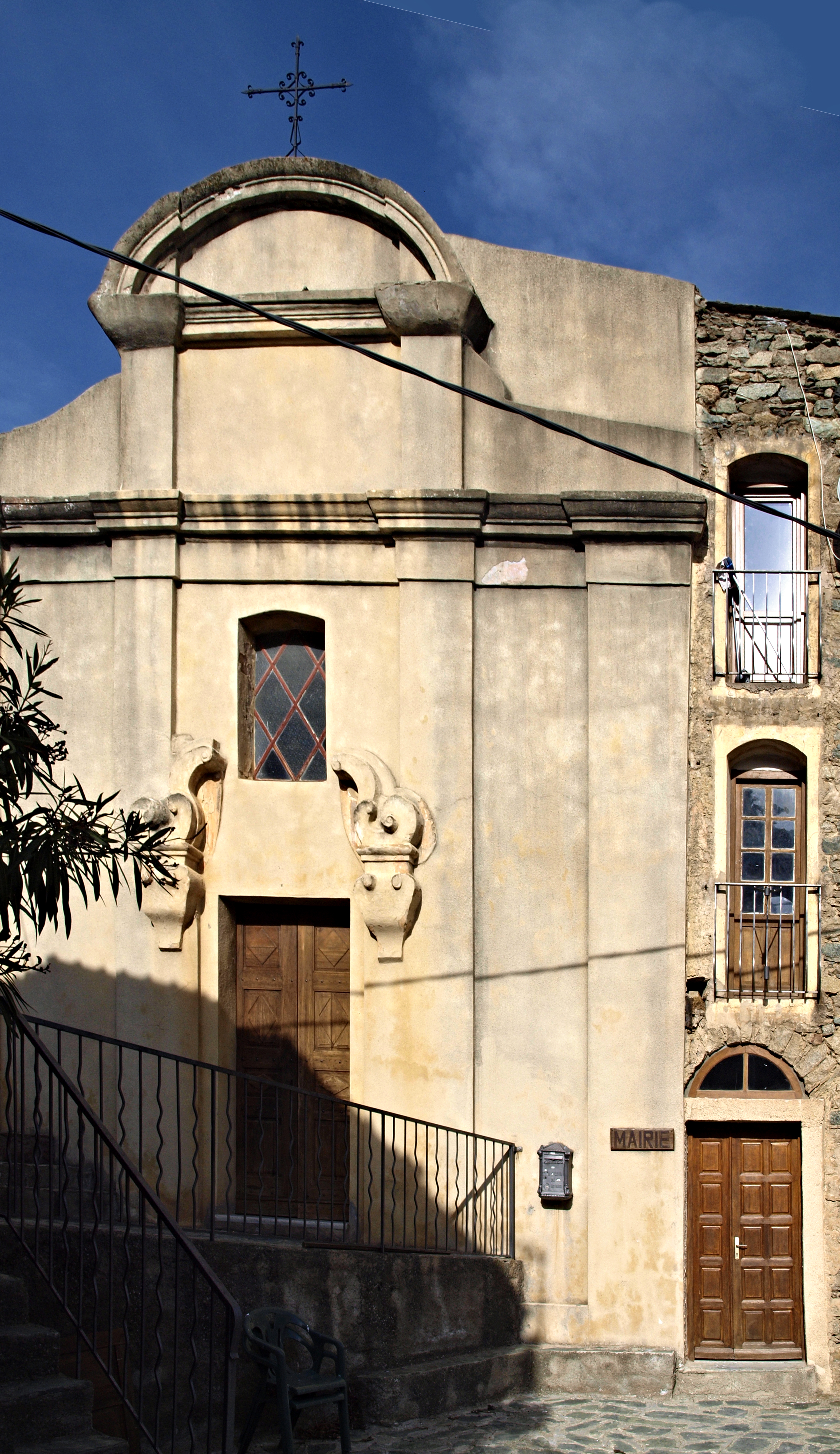
L'église Saint-Dominique et la mairie.
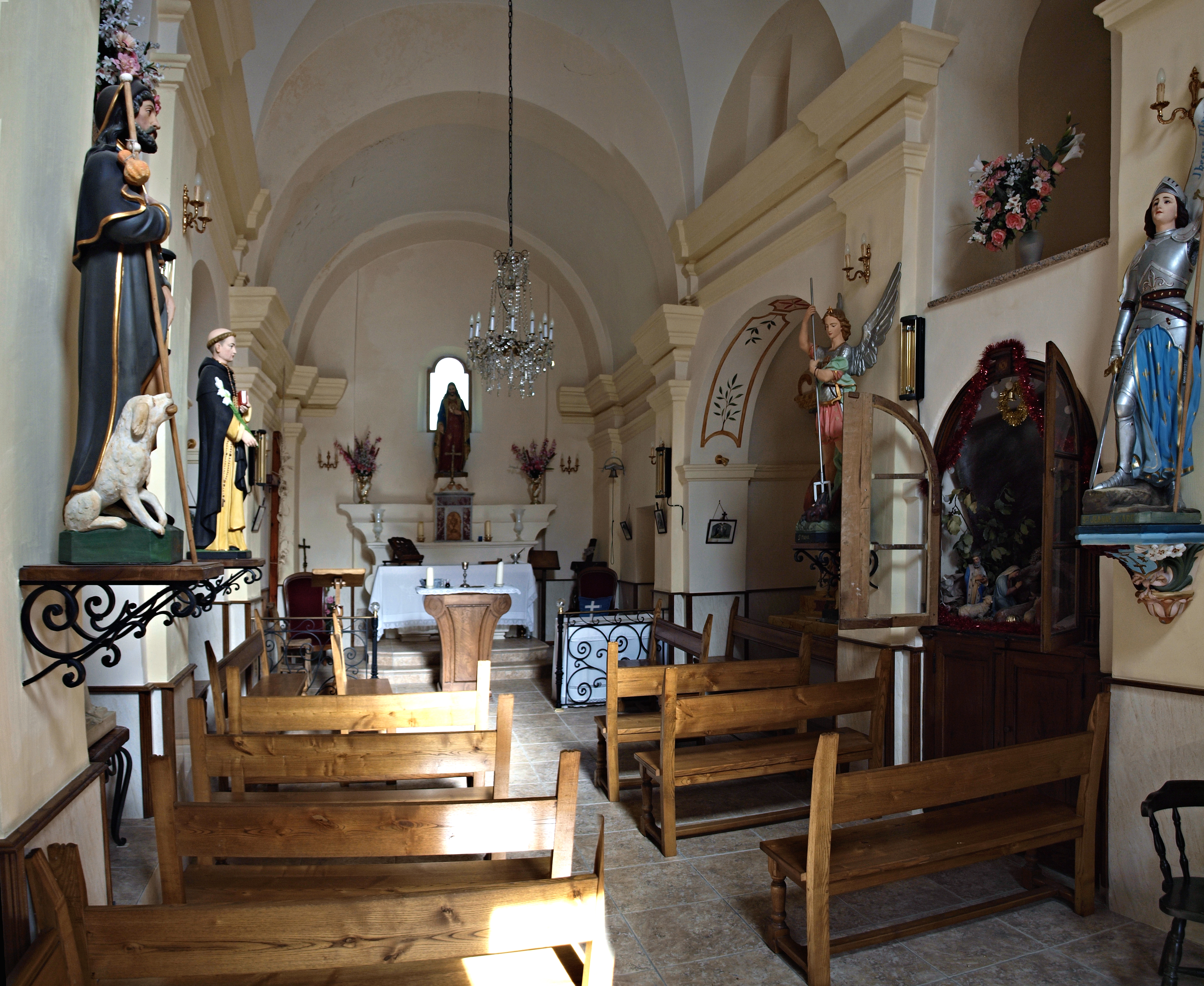
Intérieur de l'église Saint-Dominique.
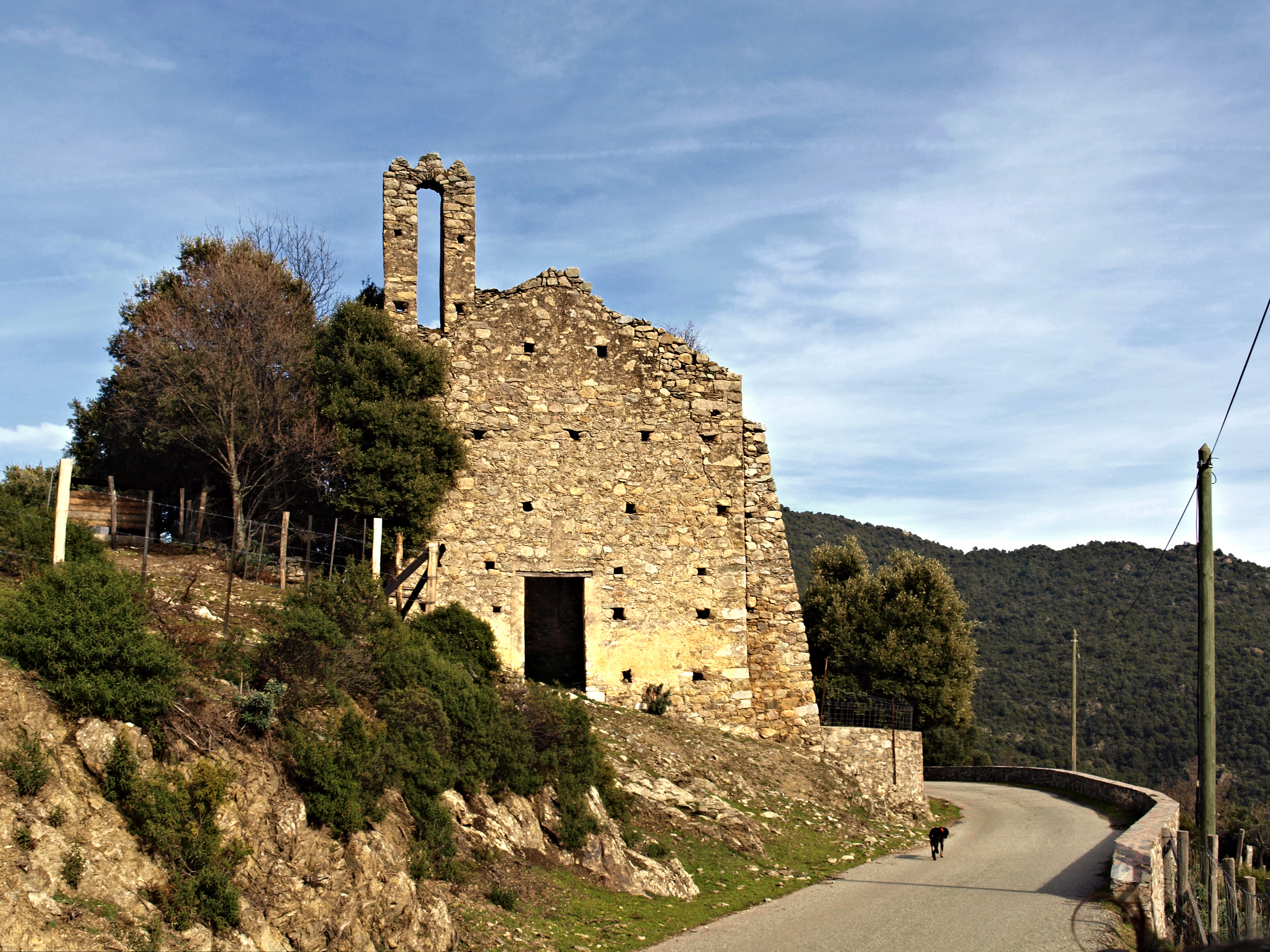
La chapelle Saint-Jean ruinée.

## Fêtes et Loisirs

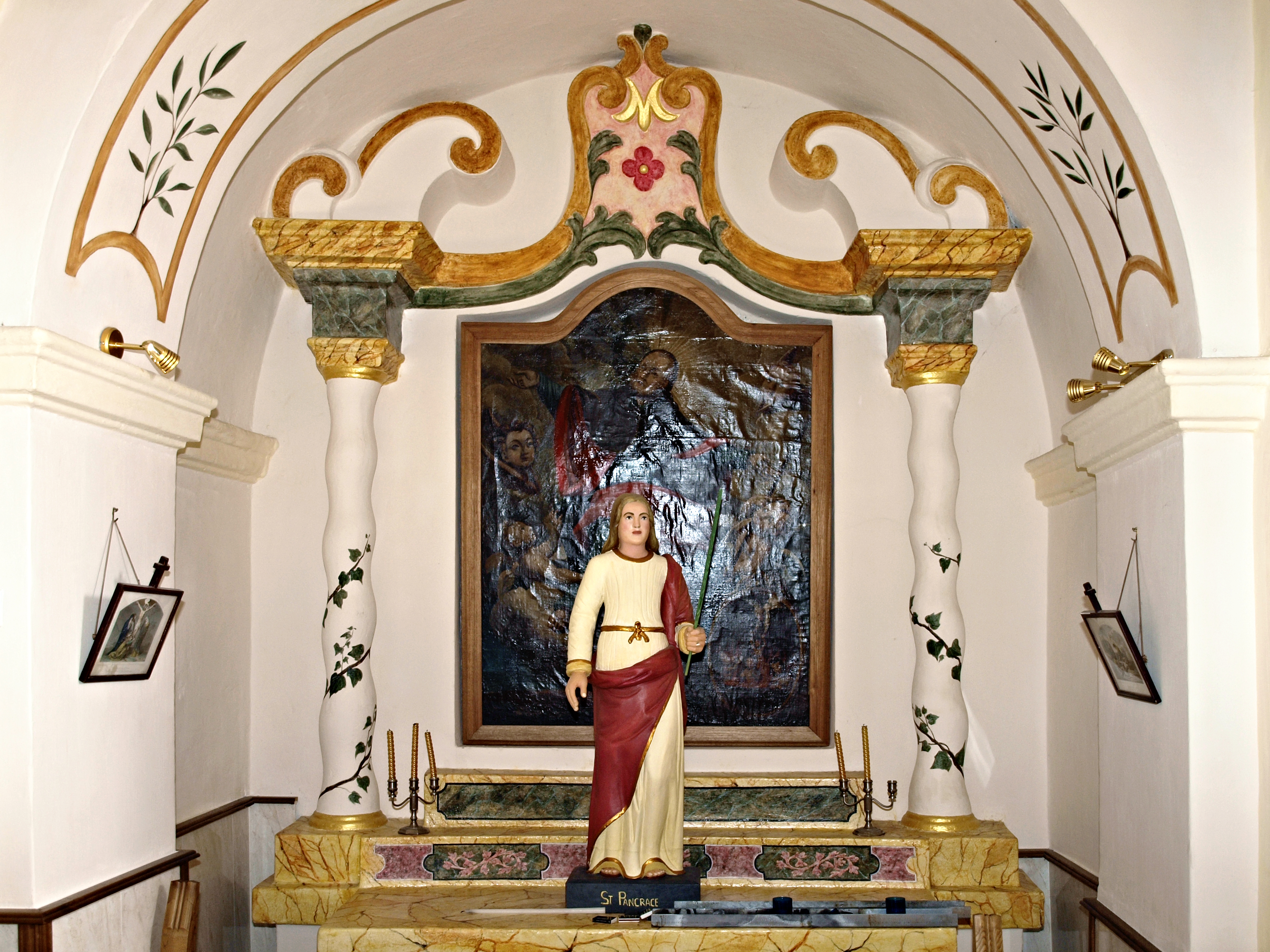
Saint Pancrace dans l'église Saint-Dominique.

- Le saint patron Pancraziu (saint Pancrace) se fête le 12 mai.
- La fête du village est le 8 septembre, fête de A Natività di a Madonna. Les festiviés ont lieu le même jour que pour la Santa du Niolo à Casamaccioli.
- Randonnée aux aiguilles de Popolasca. La piste d'accès est signalée par un panneau à l'entrée du village.